# Candida
Candida es un género de hongos unicelulares también llamados levaduras. La especie de Candida más significativa por su importancia clínica es Candida albicans. Las infecciones causadas por hongos se denominan micosis. Candida albicans es un comensal de las mucosas humanas, sobre todo de la mucosa oral, digestiva y genital. Las micosis causadas por Candida albicans o por otras especies de Candida se denominan candidiasis en humanos y en otros animales, especialmente en pacientes con inmunosupresión.

## Clínica

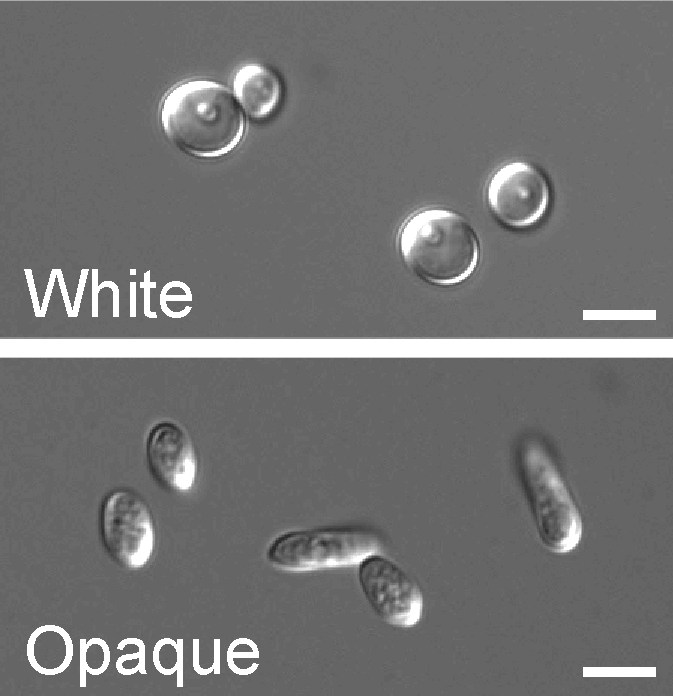

El crecimiento de Candida in vitro, aparece como colonias grandes, redondas, blanco o crema (albicans en latín significa 'blancuzco') en "placas de Petri" con Agar-Agar.
La infección más común por Candida famata es la candidiasis oral por dentaduras postizas, especialmente con su uso en ancianos. La colonización del tracto gastrointestinal por C. albicans puede resultar debido a la ingesta de antiácidos u otras drogas semejantes.  Esta colonización puede interferir con la absorción de la coenzima Q10.
Las candidiasis son las infecciones por hongos más frecuentes en pacientes con VIH/sida.

## Algunas especies deCandida
Candida oleophila
C. oleophila ha sido usada como control biológico en frutas.
Candida auris
Las infecciones resistentes por Candida auris han aumentado en todo el mundo. Este hongo se propaga fácilmente en entornos sanitarios y puede causar infecciones invasivas con una elevada mortalidad. Además, el patógeno puede sobrevivir durante semanas y requiere desinfectantes especiales, ya que algunos de los más utilizados en los hospitales no son efectivos, por lo que el hongo ha sido calificado como "difícil de controlar". El primer caso detectado fue en Japón en 2009 propagándose después por todo el mundo.